# Klipa 10 złotych 1934 Józef Piłsudski-Orzeł Strzelecki
Klipa 10 złotych 1934 Józef Piłsudski-Orzeł Strzelecki – próbna moneta dziesięciozłotowa w formie kwadratowej klipy, z odwzorowaniem w centralnej części, okolicznościowej monety 10 złotych 1934 Józef Piłsudski-Orzeł Strzelecki. Podobnie jak pierwowzór, była wybita w celu upamiętnienia 20. rocznicy wymarszu Pierwszej Kompanii Kadrowej Legionów.
Jest jedną z czterech klip monet okolicznościowych wybitych w okresie złotowym II Rzeczypospolitej (1924–1939).

## Awers
W centralnej części na awersie znajduje się awers pierwowzoru – orzeł legionowy wzorowany na orzełkach z czapek legionistów z 1914 r., napis „RZECZPOSPOLITA POLSKA”, a poniżej „10 ZŁOTYCH 10”. Na zewnątrz okręgu symbolizującego obrzeże pierwowzoru, w czterech rogach kwadratu zostały umieszczone buławy marszałkowskie, a całość wzdłuż wszystkich czterech krawędzi została otoczona ozdobnym wzorem.

## Rewers
W centralnej części na rewersie znajduje się rewers pierwowzoru – lewy profil marszałka Józefa Piłsudskiego, u dołu, z lewej strony, poniżej brody, znak mennicy w Warszawie, z prawej strony data 1934, poniżej pod profilem słabo widoczne, niemal nieczytelne nazwisko projektanta. Na zewnątrz okręgu symbolizującego obrzeże pierwowzoru, w czterech rogach kwadratu zostały umieszczone buławy marszałkowskie, a całość wzdłuż wszystkich czterech krawędzi została otoczona ozdobnym wzorem.

## Nakład
Monetę wybito Mennicy Państwowej, stemplem zwykłym, w srebrze, na kwadracie o wymiarach 47,5 × 47,5 mm, masie 38,5 – 42 gramów, z rantem gładkim, w nakładzie 300 sztuk, według projektu Stanisława Ostrowskiego.

## Opis
Oś symetrii monety przechodzi przez przekątną kwadratu, na którym została wybita.
Mimo że klipa ta jest zaliczana do monet próbnych, nie ma na niej ani wypukłego ani wklęsłego napisu „PRÓBA”.
W Gabinecie Numizmatycznym Mennicy Państwowej w Warszawie moneta przed 1939 rokiem była sprzedawana w ozdobnych pudełkach, z załączonym certyfikatem.
W 1988 r. moneta posłużyła jako wzór stylizacji dla klip pamiątkowych monety 5 złotych wzór 1934 z Józefem Piłsudskim wybitych, z okazji 70. rocznicy odzyskania niepodległości, w srebrze próby 999, w dwóch wersjach, ze znakiem mennicy (MW) na rewersie i bez znaku, w nakładach 1250 oraz 2100 sztuk odpowiednio.
Na początku XXI w. wydawnictwo Nefryt wydało serię replik monet próbnych II Rzeczypospolitej, w tym również replikę klipy 10 złotych 1934 Józef Piłsudski-Orzeł Strzelecki. Wersja w srebrze tej repliki została wybita stemplem lustrzanym i na kwadracie srebra znacząco grubszym niż oryginał.